# Fernando Pérez (programador)
Fernando Pérez (Medellín, Colombia) es un físico, desarrollador de software y promotor del software libre. Es conocido como el creador de IPython.
En el año 2012 recibió el premio por el Avance del Software Libre de la Free Software Foundation.
Es un miembro investigador de la Python Software Foundation,y un miembro fundador de la organización NumFOCUS.

## Vida y carrera
Fernando Pérez nació en Medellín, Colombia. Realizó su pregrado en física en la Universidad de Antioquia y su maestría también en física en la misma universidad colombiana. Posteriormente, obtuvo el título de doctorado en física de partículas en la Universidad de Colorado en Boulder, donde trabajó en simulaciones numéricas en Lattice QCD. Se trasladó a California en el 2008, donde trabaja actualmente para la universidad de California en Berkeley en el departamento de estadística.
Antes fue parte de la plantilla de científicos del Laboratorio Nacional Lawrence Berkeleyy había sido investigador asociado en Berkeley Institute for Data Science (BIDS). Pérez fue nombrado Director Académico del BIDS desde comienzos de julio del 2024.
Pérez empezó a trabajar en IPython como proyecto particular en el 2001.